# Lijst van wielrenners - F
Dit is een lijst van wielrenners met als beginletter van hun achternaam een F.

## Fa
- Henk Faanhof
- François Faber
- Mauro Facci
- Édouard Fachleitner
- Leandro Faggin
- Gian Matteo Fagnini
- Emilia Fahlin
- Camille Fahy
- Tom Faiers
- Emiel Faignaert
- Francesco Failli
- Giuseppe Fallarini
- Michela Fanini
- Alessandro Fantini
- Peter Farazijn
- Gianni Faresin
- Rui Costa
- Tyler Farrar
- Victor Fastre
- Stefano Faustini
- Pierino Favalli

## Fe
- Jevgenıı Fedorov
- Pierrick Fédrigo
- Brice Feillu
- Romain Feillu
- Fabio Felline
- Frans Feremans
- Alberto Fernández Blanco
- Koldo Fernández
- Clemilda Fernandes
- Gerardo Fernández
- Bingen Fernández
- Alberto Fernández de la Puebla
- Juan Fernández
- Pauline Ferrand-Prévot
- Raffaele Ferrara
- Diego Ferrari
- Roberto Ferrari
- Giancarlo Ferretti
- Andrea Ferrigato
- Michelle Ferris
- Jorge Ferrío
- Valentin Ferron
- Marco Fertonani
- Wim Feys

## Fi
- Arianna Fidanza
- Giovanni Fidanza
- Laurent Fignon (le Professeur)
- Giuliano Figueras
- Branko Filip
- Marco Fincato
- Sergio Finazzi
- Mauro Finetto
- Frédéric Finot
- Jean Fischer
- Josef Fischer
- Murilo Fischer
- Niamh Fisher-Black

## Fl
- Denis Flahaut
- Tom Flammang
- Juan Antonio Flecha
- Rick Flens
- Andy Flickinger
- Xavier Florencio
- Iker Flores
- Igor Flores

## Fo
- Dmitri Fofonov
- Steve Fogen
- Joe Fogler
- Valentino Fois
- Maurizio Fondriest
- Fabiano Fontanelli
- Tineke Fopma
- Juan Pablo Forero
- Jean Forestier
- Paolo Fornaciari
- Pasquale Fornara
- Gabrielle Pilote Fortin
- Roberto Fortunato
- Noël Foré
- Robert Förster
- Pietro Fossati
- Markus Fothen
- Thomas Fothen
- Julien Fouchard
- André Foucher
- Amandine Fouquenet
- Roxane Fournier
- Morgan Fox

## Fr
- Omar Fraile
- Danielle de Francesco
- Wilmo Francioni
- Jurgen Francois
- Mathias Frank
- Gert Frank
- Joep Franssen
- Nicolas Frantz
- Heidi Franz
- Enrico Franzoi
- Simona Frapporti
- Gordon Fraser
- Francesco Frattini
- Stian Fredheim
- Thomas Frei
- Óscar Freire (Oscarito)
- Urs Freuler
- Michael Friedman
- Dario Frigo
- Marco Frigo
- Jacques Frijters
- William Frischkorn
- Frederik Frison
- Herman Frison
- Nicolas Fritsch
- Albert Fritz
- Chris Froome
- Matteo Frutti
- Johannes Fröhlinger

## Fu
- Joseph Fuchs
- Lea Fuchs
- José Manuel Fuente
- Juan Manuel Fuentes
- Jakob Fuglsang
- Koji Fukushima
- Shinichi Fukushima
- Blaž Furdi
- Angelo Furlan
- Giorgio Furlan
- Luigi Furlan

A · B · C · D · E · F · G · H · I · J · K · L · M · N · O · P · Q · R · S · T · U · V · W · X · Y · Z